# Salón de la Fama de la Hípica

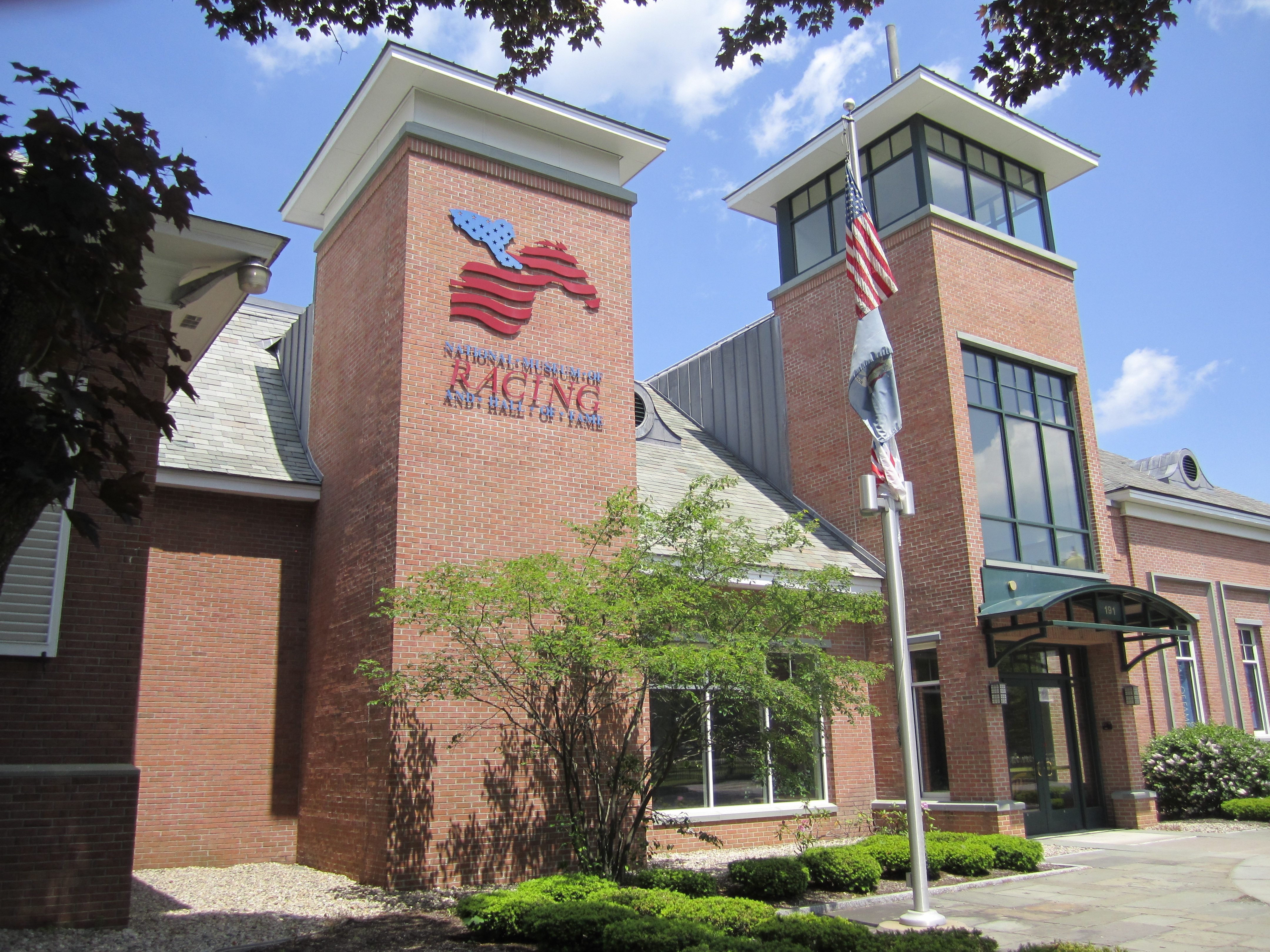
Foto del Museo Nacional de Carreras y Salón de la Fama, Saratoga Springs, NY.

El 'Museo Nacional de turf e Salón de la Fama de los Estados Unidos  (en inglés National Museum of Racing and Hall of Fame) es un salón dedicado a los jockeys, caballos de carrera purasangres y entrenadores de caballos más destacados en la historia de las carreras de caballos norteamericana. Fue fundado en 1950 en Saratoga Springs, Nueva York. Todos los años hay nuevos nominados y los elegidos se nombran durante el Derby de Kentucky.

## Presidentes del Salón de la Fama
- Cornelius Vanderbilt Whitney - (1950-1953)
- Walter M. Jeffords, Sr. - (1953-1960)
- George D. Widener, Jr. - (1960-1968)
- John W. Hanes - (1968-1970)
- Gerard S. Smith - (1970-1974)
- Charles E. Mather II - (1974-1982)
- Whitney Tower - (1982-1989)
- John T. von Stade - (1989-2005)
- Stella F. Thayer - (2005-2014)
- Gretchen Jackson - (desde 2014)

## Caballos purasangre en el Salón de la Fama
(Entre paréntesis el año en que entraron al salón)
- A.P. Indy (2000)
- Ack Ack (1986)
- Affectionately (1989)
- Affirmed (1980)
- All Along (1990)
- Alsab (1976)
- Alydar (1989)
- Alysheba (1993)
- American Eclipse (1970)
- Armed (1963)
- Artful (1956)
- Arts and Letters (1994)
- Assault (1964)
- Battleship (1969)
- Bayakoa (1998)
- Bed o'Roses (1976)
- Beldame (1956)
- Ben Brush (1955)
- Bewitch (1977)
- Bimelech (1990)
- Black Gold (1989)
- Black Helen (1991)
- Blue Larkspur (1957)
- Bold 'n Determined (1997)
- Bold Ruler (1973)
- Bon Nouvel (1976)
- Boston (1955)
- Bowl of Flowers (2004)
- Broomstick (1956)
- Buckpasser (1970)
- Busher (1964)
- Bushranger (1967)
- Cafe Prince (1985)
- Carry Back (1975)
- Cavalcade (1993)
- Challedon (1977)
- Chris Evert (1988)
- Cicada (1967)
- Cigar (2002)
- Citation (1959)
- Coaltown (1983)
- Colin (1956)
- Commando (1956)
- Cougar II (2006)
- Count Fleet (1961)
- Crusader (1995)
- Dahlia (1981)
- Damascus (1974)
- Dance Smartly (2003)
- Dark Mirage (1974)
- Davona Dale (1985)
- Desert Vixen (1979)
- Devil Diver (1980)
- Discovery (1969)
- Domino (1955)
- Dr. Fager (1971)
- Easy Goer (1997)
- Eight Thirty (1994)
- Elkridge (1966)
- Emperor of Norfolk (1988)
- Equipose (1957)
- Exceller (1999)
- Exterminator (1957)
- Fair Play (1956)
- Fairmount (1985)
- Fashion (1980)
- Firenze (1981)
- Flatterer (1994)
- Flawlessly (2004)
- Foolish Pleasure (1995)
- Forego (1979)
- Fort Marcy (1998)
- Gallant Bloom (1977)
- Gallant Fox (1957)
- Gallant Man (1987)
- Gallorette (1962)
- Gamely (1980)
- Genuine Risk (1986)
- Goldikova (2017)
- Go For Wand (1996)
- Good and Plenty (1956)
- Granville (1997)
- Grey Lag (1957)
- Gun Bow (1999)
- Hamburg (1986)
- Hanover (1955)
- Henry of Navarre (1985)
- Hill Prince (1991)
- Hindoo (1955)

- Holy Bull (2001)
- Invasor (2013)
- Imp (1965)
- Jay Trump (1971)
- John Henry (1990)
- Johnstown (1992)
- Jolly Roger (1965)
- Kelso (1967)
- Kentucky (1983)
- Kingston (1955)
- La Prevoyante (1995)
- Lady's Secret (1992)
- L'Escargot (1977)
- Lexington (1955)
- Lonesome Glory (2005)
- Longfellow (1971)
- Luke Blackburn (1956)
- Majestic Prince (1988)
- Man o' War (1957)
- Maskette (2001)
- Miesque (1999)
- Miss Woodford (1967)
- Mom's Command (2007)
- Myrtlewood (1979)
- Nashua (1965)
- Native Dancer (1963)
- Native Diver (1978)
- Needles (2000)
- Neji (1966)
- Noor (2002)
- Northern Dancer (1976)
- Oedipus (1978)
- Old Rosebud (1968)
- Omaha (1965)
- Pan Zareta (1972)
- Parole (1984)
- Paseana (2001)
- Personal Ensign (1993)
- Peter Pan (1956)
- Precisionist (2003)
- Princess Doreen (1982)
- Princess Rooney (1991)
- Real Delight (1987)
- Regret (1957)
- Reigh Count (1978)
- Riva Ridge (1998)
- Roamer (1981)
- Roseben (1956)
- Round Table (1972)
- Ruffian (1976)
- Ruthless (1975)
- Salvator (1955)
- Sarazen (1957)
- Seabiscuit (1958)
- Searching (1978)
- Seattle Slew (1981)
- Secretariat (1974)
- Serena's Song (2002)
- Shuvee (1975)
- Silver Charm (2007)
- Silver Spoon (1978)
- Sir Archy (1955)
- Sir Barton (1957)
- Skip Away (2004)
- Slew o'Gold (1992)
- Spectacular Bid (1982)
- Stymie (1975)
- Sun Beau (1996)
- Sunday Silence (1996)
- Susan's Girl (1976)
- Swaps (1966)
- Swoon's Son (2007)
- Sword Dancer (1977)
- Sysonby (1956)
- Ta Wee (1994)
- Ten Broeck (1982)
- Tim Tam (1985)
- Tom Fool (1960)
- Top Flight (1966)
- Tosmah (1984)
- Twenty Grand (1957)
- Twilight Tear (1963)
- Two Lea (1982)
- War Admiral (1958)
- Whirlaway (1959)
- Whisk Broom II (1979)
- Winning Colors (2000)
- Zaccio (1990)
- Zev (1983)

## Jockeys en el Salón de la Fama
- John Adams (1965)
- Dooley Adams (1970)
- Joe Aitcheson, Jr. (1978)
- Eddie Arcaro (1958)
- Ted Atkinson (1957)
- Braulio Baeza (1976)
- Jerry D. Bailey (1995)
- George Barbee (1996)
- Caroll K. Bassett (1972)
- Russell Baze (1999.  O  m
- Walter Blum (1987)
- Bill Boland (2006)
- George Bostwick (1968)
- Sam Boulmetis, Sr. (1973)
- Steve Brooks (1963)
- Don Brumfield (1996)
- Thomas H. Burns (1983)
- James H. Butwell (1984)
- J. Dallett Byers (1967)
- Steve Cauthen (1994)
- Frank Coltiletti (1970)
- Angel Cordero, Jr. (1988)
- Robert H. Crawford (1973)
- Pat Day (1991)
- Eddie Delahoussaye (1993)
- Kent Desormeaux (2004)
- Lavelle Ensor (1962)
- Laverne Fator (1955)
- Earlie Fires (2001)
- Jerry Fishback (1992)
- Mack Garner (1969)
- Edward R. Garrison (1955)
- Avelino Gómez (1982)
- Henry F. Griffin (1956)
- Eric Guerin (1972)
- Bill Hartack (1959)
- Sandy Hawley (1992)
- Albert Johnson (1971)
- William J. Knapp (1969)
- Julie Krone (2000)
- Clarence Kummer (1972)
- Charles Kurtsinger (1967)
- Johnny Loftus (1959)
- Johnny Longden (1958)
- Daniel A. Maher (1955)

- J. Linus McAtee (1956)
- Chris McCarron (1989)
- Conn McCreary (1975)
- Rigan McKinney (1968)
- Jim McLaughlin (1955)
- Walter Miller (1955)
- Isaac Murphy (1955)
- Ralph Neves (1960)
- Joe Notter (1963)
- Winfield O'Conner (1956)
- George Odom (1955)
- Frank O'Neill (1956)
- Ivan H. Parke (1978)
- Gilbert W. Patrick (1970)
- Laffit Pincay, Jr. (1975)
- Samuel Purdy (1970)
- John Reiff (1956)
- Alfred Robertson (1971)
- John L. Rotz (1983)
- Earl Sande (1955)
- José Santos (2007)
- Johnny Sellers (2007)
- Carroll H. Shilling (1970)
- Willie Shoemaker (1958)
- Willie Simms (1977)
- Tod Sloan (1955)
- Mike E. Smith (2003)
- Alfred P. Smithwick (1973)
- Gary Stevens (1997)
- James Stout (1968)
- Fred Taral (1955)
- Bayard Tuckerman, Jr. (1973)
- Ron Turcotte (1979)
- Nash Turner (1955)
- Bobby Ussery (1980)
- Jacinto Vasquez (1998)
- Jorge Velasquez (1990)
- Thomas M. Walsh (2005)
- Jack Westrope (2002)
- Jimmy Winkfield (2004)
- George Woolf (1955)
- Raymond Workman (1956)
- Manuel Ycaza (1977)
- Javier Castellano (2017)
- Ramón Alfredo Domínguez (2016)
- Fernando Toro (2023)

## Entrenadores en el Salón de la Fama
- Laz Barrera (1979)
- H. Guy Bedwell (1971)
- Edward D. Brown (1984)
- Preston M. Burch (1963)
- William P. Burch (1955)
- J. Elliott Burch (1980)
- Fred Burlew (1973)
- Frank E. Childs (1968)
- Henry S. Clark (1982)
- W. Burling Cocks (1985)
- James P. Conway (1996)
- Warren A. Croll, Jr. (1994)
- Bud Delp (2002)
- Neil Drysdale (2000)
- William Duke (1956)
- Louis Feustel (1964)
- James Fitzsimmons (1958)
- Henry Forrest (2007)
- Robert J. Frankel (1995)
- John M. Gaver, Sr. (1966)
- Carl Hanford (2006)
- Thomas J. Healey (1955)
- Samuel C. Hildreth (1955)
- Sonny Hine (2003)
- Maximilian Hirsch (1959)
- William J. Hirsch (1982)
- Thomas Hitchcock (1973)
- Hollie Hughes (1973)
- John J. Hyland (1956)
- Hirsch Jacobs (1958)
- H. Allen Jerkens (1975)
- Philip G. Johnson (1997)
- William R. Johnson (1986)
- LeRoy Jolley (1987)
- Benjamin A. Jones (1958)
- Horace A. Jones (1959)
- A. Jack Joyner (1955)
- Tommy Kelly (1993)
- Lucien Laurin (1977)
- J. Howard Lewis (1969)
- D. Wayne Lukas (1999)
- Horacio Luro (1980)

- John E. Madden (1983)
- James W. Maloney (1989)
- Richard E. Mandella (2001)
- Pancho Martin (1981)
- Frank McCabe (2007)
- Ron McAnally (1990)
- Henry McDaniel (1956)
- Claude R. McGaughey III (2004)
- MacKenzie Miller (1987)
- William Molter (1960)
- William I. Mott (1998)
- Wilbert F. Mulholland (1967)
- Edward A. Neloy (1983)
- John A. Nerud (1972)
- Burley Parke (1986)
- Angel Penna, Sr. (1988)
- Jacob Pincus (1988)
- John W. Rogers (1955)
- James G. Rowe, Sr. (1955)
- Flint S. Schulhofer (1992)
- Jonathan E. Sheppard (1990)
- Robert A. Smith (1976)
- Tom Smith (2001)
- Daniel Michael Smithwick (1971)
- Woody Stephens (1976)
- Mesh Tenney (1991)
- Henry J. Thompson (1969)
- Harry Trotsek (1984)
- Jack Van Berg (1985)
- Marion Van Berg (1970)
- John M. Veitch (2007)
- Sylvester Veitch (1977)
- Robert W. Walden (1970)
- Michael G. Walsh (1997)
- Sherrill W. Ward (1978)
- Sidney Watters, Jr. (2005)
- Frank Whiteley, Jr. (1978)
- Charles E. Whittingham (1974)
- Ansel Williamson (1998)
- William C. Winfrey (1971)
- G. Carey Winfrey (1975)
- Nick Zito (2005)